# Madam Butterfly
Madam Butterfly (v originále Madama Butterfly) je opera Giacoma Pucciniho z roku 1904. Autory libreta jsou Luigi Illica a Giuseppe Giacosa; vycházeli ze stejnojmenné hry Davida Belasca podle románu Johna Luthera Longa.

## Hlavní postavy

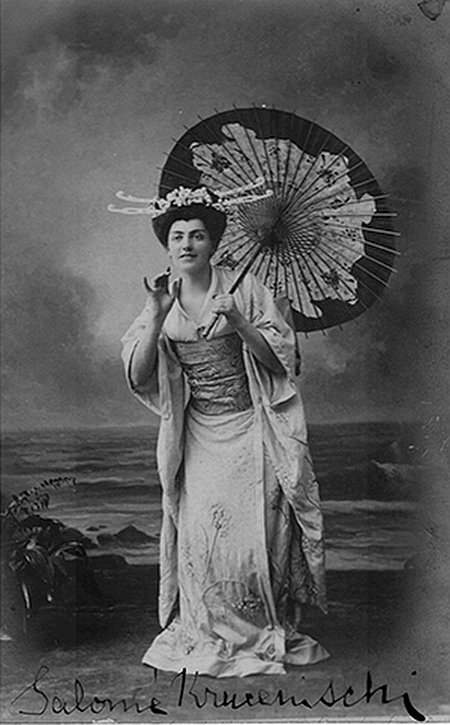
Solomija Krušelnycka v roli Cio-Cio-San

- Cio-Cio-San, zvaná „Butterfly“ (soprán)
- Suzuki, její služka (mezzosoprán)
- Pinkerton, námořní důstojník (tenor)
- Sharpless, americký konzul (baryton)
- Goro, dohazovač (tenor)
- Kate, Pinkertonova manželka (mezzosoprán)

## Obsah
Madam Butterfly je tragická opera o dvou dějstvích. Její děj se odehrává na počátku 20. století v japonském městě Nagasaki.

### První dějství
Důstojník amerického námořnictva Pinkerton si v Nagasaki pro své potěšení kupuje od dohazovače Gora za 100 jenů mladou dívku Cio-Cio-San, zvanou Motýlek (Butterfly). Dívka se do Pinkertona zamiluje a je ochotna vzdát se pro něj svých zvyků i svého náboženství. Konzulární úředník je oddává – Cio-Cio-San ale netuší, že Pinkerton považuje tuto svatbu podle japonských zvyklostí jen za nezávazné dobrodružství.
Na svatbu přichází japonský kněz, který je strýcem Cio-Cio-San. Ten svou neteř proklíná za zradu její víry. Pinkerton a jeho milenka přesto spolu prožijí svatební noc.

### Druhé dějství
O tři roky později čeká Cio-Cio-San se svým malým dítětem a se služkou Suzuki toužebně na návrat Pinkertona, který krátce po svatbě odplul z Japonska do USA. Žije osaměle, protože rodina a příbuzní se jí zřekli. Americký konzul Sharpless ji finančně podporuje a snaží se ji přesvědčit, aby na Pinkertona zapomněla. Neodváží se jí ale říct celou pravdu – že se Pinkerton mezitím v Americe oženil.
Nakonec připlouvá do Nagasaki americká válečná loď a z ní vystupuje Pinkerton se svou manželkou Kate. Ta oznamuje Cio-Cio-San, že hodlá její a Pinkertonovo dítě odvést a vychovat je v Americe. Cio-Cio-San se podřizuje, ale neunese své neštěstí a v závěru jednání spáchá sebevraždu způsobem seppuku.

## Nahrávky
- 1957 Giacomo Puccini: Madam Butterfly, Orchestr a sbor opery v Římě, dirigent: Erich Leinsdorf, Madam Butterfly – Cio-Cio-San (Anna Moffo), B. F. Pinkerton, kapitán US Navy (Cesare Valletti), Sharpless, konzul USA v Nagasaki (Renato Cesari), Suzuki (Rosalind Elias), Goro, dohazovač (Mario Carlin), Bonzo, strýc Cio-Cio-San (Fernando Corena), Princ Jamadori (Nestore Catalani)